# Combrimont
Combrimont  (/kɔ̃.bʁi.mɔ̃/) est une commune française située dans le département des Vosges en région Grand Est.

## Géographie

### Localisation
Combrimont se situe dans le canton de l'arrondissement de Saint-Dié, rattachée jusqu'en 1848 à la commune de Bonipaire qui n'est plus aujourd'hui qu'un hameau de Bertrimoutier.

### Géologie et relief
Le village se trouve à 10 km de Saint-Dié, il est situé à l'entrée d'une petite vallée arrosée par un ruisseau qui descend du bois de la Garde et placé entre les deux montagnes de Jomont et de la Houssière. Le village est traversé par la rivière de la Fave et par le ruisseau de Combrimont.
| Frapelle            | Lesseux    |           |
| Neuvillers-sur-Fave | Combrimont | Lusse     |
| Bertrimoutier       |            | Wisembach |

### Écarts
- Basse Milatte
- le Chapis
- la Goutte Jacquemin
- le Hollé
- la Houssière
- Haut-Xevet
- la Laxière
- le Tiripré

### Hydrographie et les eaux souterraines
Hydrogéologie et climatologie : Système d’information pour la gestion des eaux souterraines du bassin Rhin-Meuse :
Territoire communal : Occupation du sol (Corinne Land Cover); Cours d'eau (BD Carthage),
Géologie : Carte géologique; Coupes géologiques et techniques,
 Hydrogéologie : Masses d'eau souterraine; BD Lisa; Cartes piézométriques.
La commune est située dans le bassin versant du Rhin au sein du bassin Rhin-Meuse. Elle est drainée par la Fave et le ruisseau de Combrimont,.
La Fave, d'une longueur totale de 22,2 km, prend sa source dans la commune de Lubine et se jette dans la Meurthe à Saint-Dié-des-Vosges, après avoir traversé onze communes.

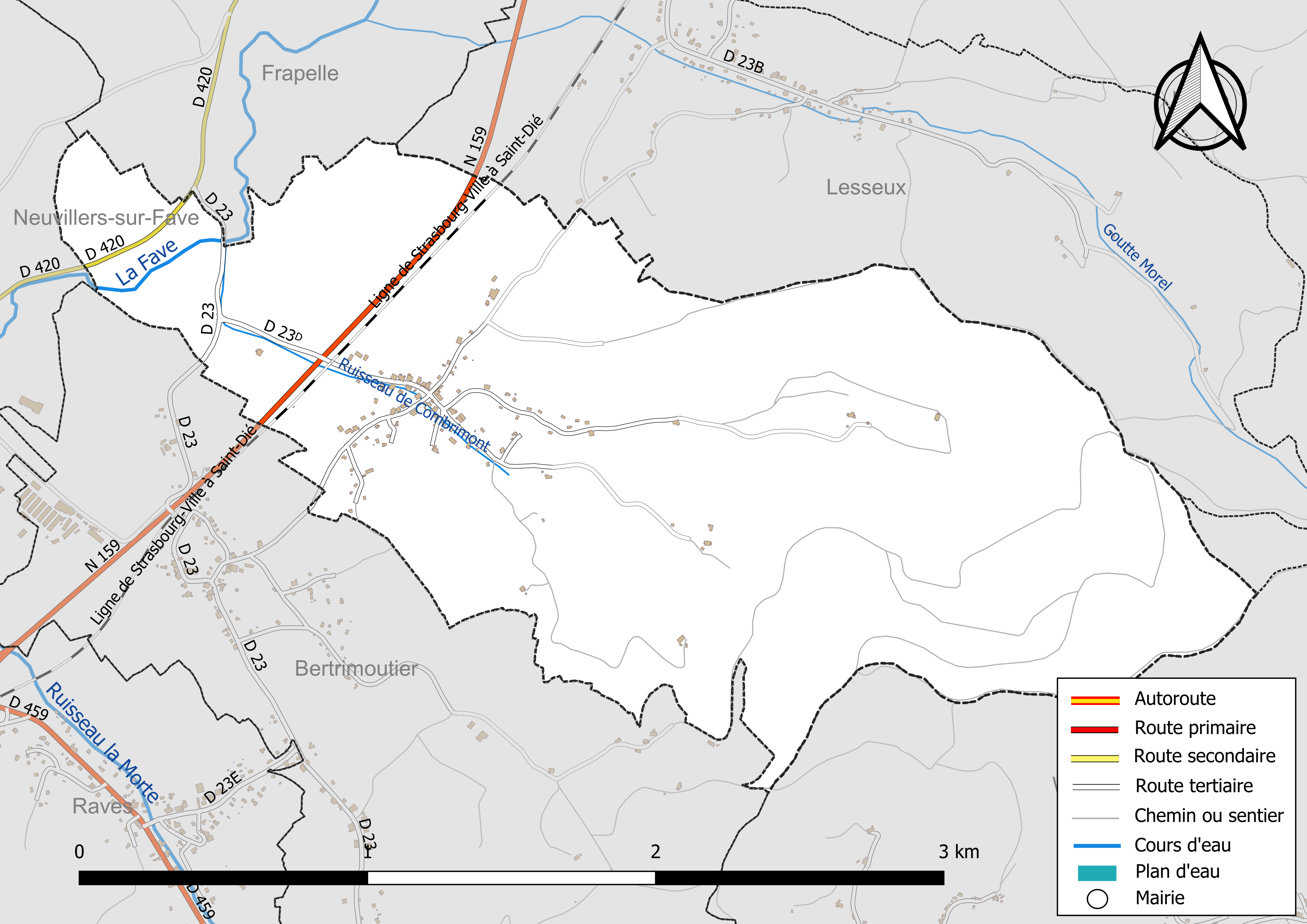
Réseaux hydrographique et routier de Combrimont.

La qualité des eaux de baignade et des cours d’eau peut être consultée sur un site dédié géré par les agences de l’eau et l’Agence française pour la biodiversité.

### Climat
Pour des articles plus généraux, voir Climat du Grand Est et Climat des Vosges.
En 2010, le climat de la commune est de type climat de montagne, selon une étude du Centre national de la recherche scientifique s'appuyant sur une série de données couvrant la période 1971-2000. En 2020, Météo-France publie une typologie des climats de la France métropolitaine dans laquelle la commune est exposée à un climat semi-continental et est dans la région climatique Vosges, caractérisée par une pluviométrie très élevée (1 500 à 2 000 mm/an) en toutes saisons et un hiver rude (moins de 1 °C).
Pour la période 1971-2000, la température annuelle moyenne est de 9,5 °C, avec une amplitude thermique annuelle de 17,1 °C. Le cumul annuel moyen de précipitations est de 1 087 mm, avec 12,7 jours de précipitations en janvier et 10,6 jours en juillet. Pour la période 1991-2020, la température moyenne annuelle observée sur la station météorologique de Météo-France la plus proche, « Ban-de-Sapt », sur la commune de Ban-de-Sapt à 8 km à vol d'oiseau, est de 10,3 °C et le cumul annuel moyen de précipitations est de 1 027,3 mm. 
La température maximale relevée sur cette station est de 36,9 °C, atteinte le 7 août 2015 ; la température minimale est de −17 °C, atteinte le 19 décembre 2009,,.
Les paramètres climatiques de la commune ont été estimés pour le milieu du siècle (2041-2070) selon différents scénarios d'émission de gaz à effet de serre à partir des nouvelles projections climatiques de référence DRIAS-2020. Ils sont consultables sur un site dédié publié par Météo-France en novembre 2022.

## Urbanisme

### Typologie
Au 1er janvier 2024, Combrimont est catégorisée commune rurale à habitat dispersé, selon la nouvelle grille communale de densité à sept niveaux définie par l'Insee en 2022.
Elle est située hors unité urbaine. Par ailleurs la commune fait partie de l'aire d'attraction de Saint-Dié-des-Vosges, dont elle est une commune de la couronne,. Cette aire, qui regroupe 47 communes, est catégorisée dans les aires de 50 000 à moins de 200 000 habitants,.

### Occupation des sols
L'occupation des sols de la commune, telle qu'elle ressort de la base de données européenne d’occupation biophysique des sols Corine Land Cover (CLC), est marquée par l'importance des territoires agricoles (52,2 % en 2018), une proportion identique à celle de 1990 (52,2 %). La répartition détaillée en 2018 est la suivante : 
forêts (47,8 %), prairies (40,3 %), zones agricoles hétérogènes (11,9 %). L'évolution de l’occupation des sols de la commune et de ses infrastructures peut être observée sur les différentes représentations cartographiques du territoire : la carte de Cassini (XVIIIe siècle), la carte d'état-major (1820-1866) et les cartes ou photos aériennes de l'IGN pour la période actuelle (1950 à aujourd'hui).

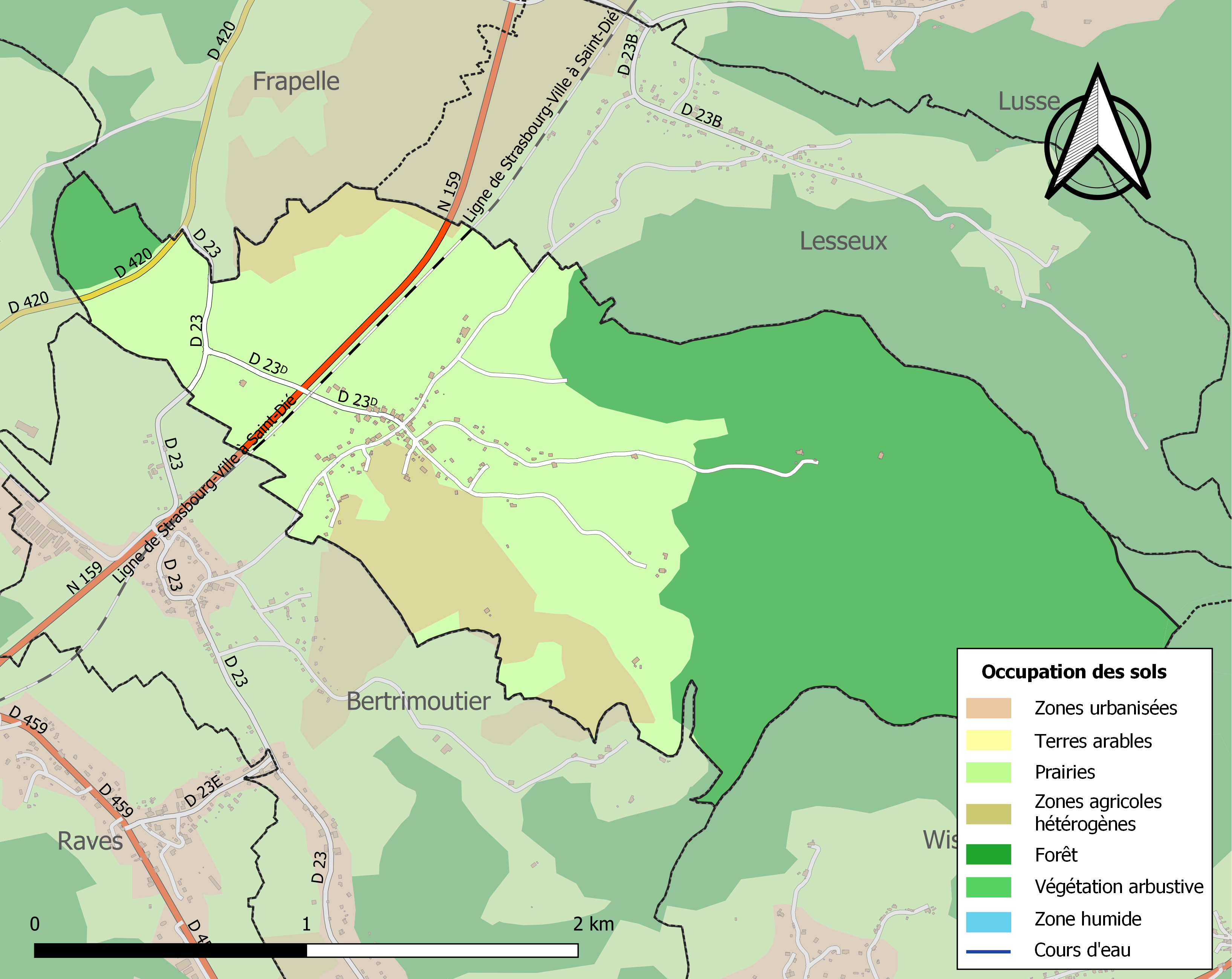
Carte des infrastructures et de l'occupation des sols de la commune en 2018 (CLC).

### Voies de communications et transports

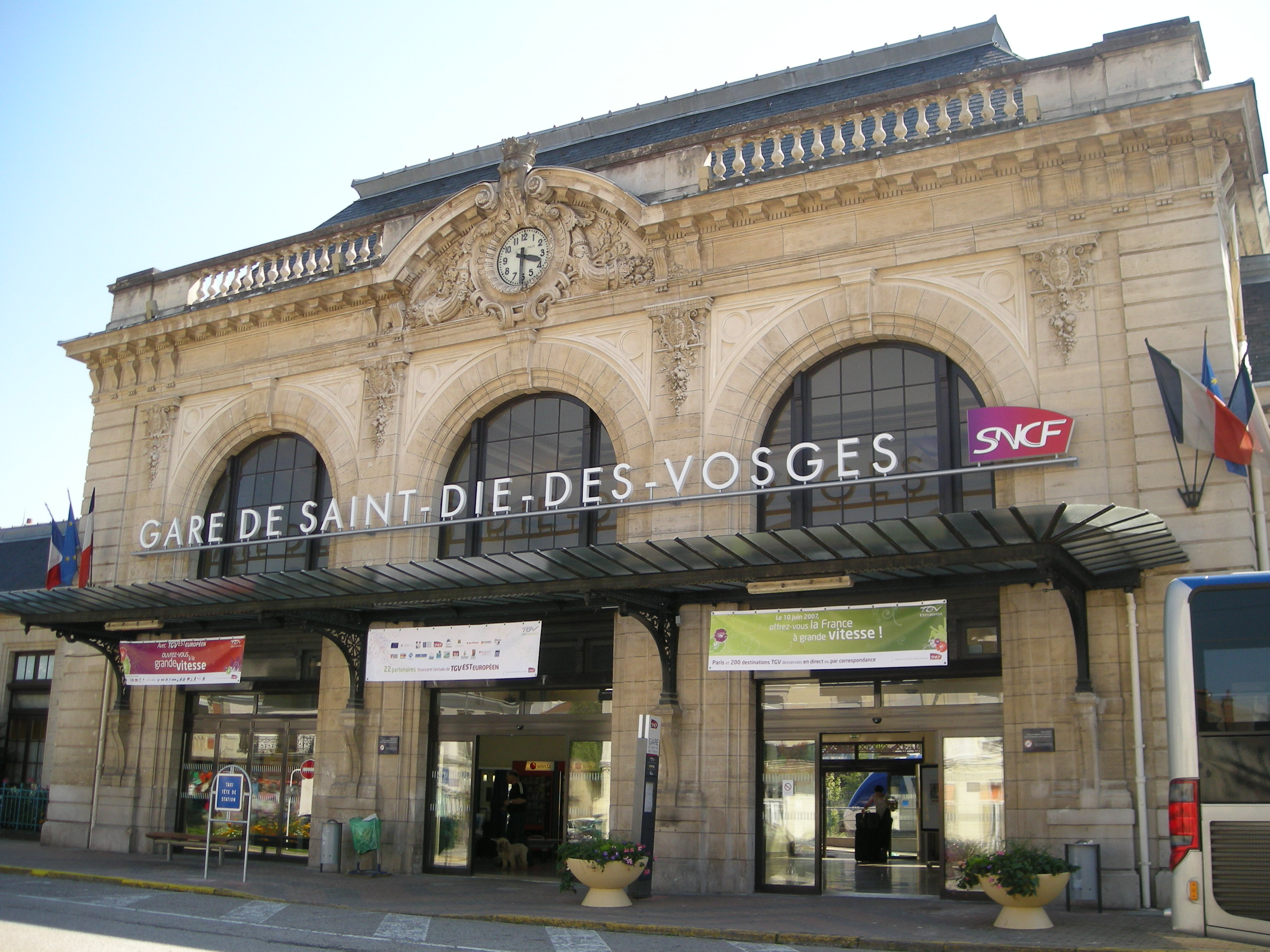
Gare de Saint-Dié-des-Vosges.

#### Voies routières
- N159 vers Bertrimoutier[15].
- D23 > D420 vers Neuvillers-sur-Fave.

#### Transports en commun
- Fluo Grand Est.

#### Lignes SNCF
- Gare de Saint-Dié-des-Vosges.

## Toponymie
Le nom de la localité est attesté sous les formes Warnerus de Combriimonte, corr. Combrumonte (1172) ; Combrimont (XIVe siècle) ; Combrymont (1594) ; Cambrimont (1768).

Peut-être l'adjectif de l'oil, combreux « encombré de broussaille » et « mont ».
- Combrimont : Toponymes.

## Histoire
La commune de Combrimont a été créée par arrêté présidentiel du 21 juillet 1848. Elle était jusqu’alors un hameau de la commune de Bonipaire. Elle fait partie de la paroisse de Bertrimoutier et son histoire se confond avec celle des communes de Bertrimoutier, Raves et Wisembach.
La commune de Bonipaire-et-Layegoutte, créée à la Révolution, s'est partagée en 1848, une section réunie à Bertrimoutier, l'autre section devenue commune de Combrimont.
C'est une des 201 communes du parc naturel régional des Ballons des Vosges, réparties sur quatre départements : les Vosges, le Haut-Rhin, le Territoire de Belfort et la Haute-Saône.

## Politique et administration

### Budget et fiscalité 2022
En 2022, le budget de la commune était constitué ainsi :
- total des produits de fonctionnement : 93 000 €, soit 687 € par habitant ;
- total des charges de fonctionnement : 101 000 €, soit 746 € par habitant ;
- total des ressources d’investissement : 182 000 €, soit 1 351 € par habitant ;
- total des emplois d’investissement : 62 000 €, soit 461 € par habitant.
- endettement : 197 000 €, soit 1 385 € par habitant.

Avec les taux de fiscalité suivants :
- taxe d’habitation : 20,22 % ;
- taxe foncière sur les propriétés bâties : 36,93 % ;
- taxe foncière sur les propriétés non bâties : 22,64 % ;
- taxe additionnelle à la taxe foncière sur les propriétés non bâties : 0,00 % ;
- cotisation foncière des entreprises : 0,00 %.

Chiffres clés Revenus et pauvreté des ménages en 2021 : médiane en 2021 du revenu disponible, par unité de consommation : 19 860 €.

### Liste des maires
| Période                                  | Période                     | Identité                    | Étiquette | Qualité |
| ---------------------------------------- | --------------------------- | --------------------------- | --------- | ------- |
| Les données manquantes sont à compléter. |                             |                             |           |         |
| Mars 1989                                | mars 1995                   | Daniel Lachaume (1932-2024) |           |         |
| mars 1995                                | mars 2008                   | Chantal Mathis              |           |         |
| mars 2008                                | mars 2014                   | Claude Mathis               |           |         |
| mars 2014                                | En cours (au 30 avril 2014) | Annie-Marie Barth           |           |         |

## Population et société

### Démographie

#### Évolution démographique
L'évolution du nombre d'habitants est connue à travers les recensements de la population effectués dans la commune depuis 1856. Pour les communes de moins de 10 000 habitants, une enquête de recensement portant sur toute la population est réalisée tous les cinq ans, les populations de référence des années intermédiaires étant quant à elles estimées par interpolation ou extrapolation. Pour la commune, le premier recensement exhaustif entrant dans le cadre du nouveau dispositif a été réalisé en 2005.

En 2022, la commune comptait 137 habitants, en évolution de −1,44 % par rapport à 2016 (Vosges : −2,96 %, France hors Mayotte : +2,11 %).
| 1856 | 1861 | 1866 | 1876 | 1881 | 1886 | 1891 | 1896 | 1901 |
| ---- | ---- | ---- | ---- | ---- | ---- | ---- | ---- | ---- |
| 306  | 304  | 299  | 275  | 258  | 250  | 251  | 235  | 245  |

| 1906 | 1911 | 1921 | 1926 | 1931 | 1936 | 1946 | 1954 | 1962 |
| ---- | ---- | ---- | ---- | ---- | ---- | ---- | ---- | ---- |
| 251  | 238  | 196  | 173  | 166  | 155  | 135  | 134  | 151  |

| 1968 | 1975 | 1982 | 1990 | 1999 | 2005 | 2006 | 2010 | 2015 |
| ---- | ---- | ---- | ---- | ---- | ---- | ---- | ---- | ---- |
| 143  | 116  | 167  | 172  | 174  | 162  | 158  | 166  | 140  |

| 2020 | 2022 | - | - | - | - | - | - | - |
| ---- | ---- | - | - | - | - | - | - | - |
| 134  | 137  | - | - | - | - | - | - | - |

### Enseignement
Établissements d'enseignements :
- Écoles maternelles et primaires à Raves, Lusse, Ban-de-Laveline, Provenchères-et-Colroy, Coinches.
- Collèges à Provenchères-et-Colroy, Sainte-Marie-aux-Mines, Saint-Dié-des-Vosges.
- Lycées à Sainte-Marie-aux-Mines, Saint-Dié-des-Vosges.

### Santé
Professionnels et établissements de santé :
- Médecins à Le Beulay, Ban-de-Laveline, Provenchères-sur-Fave, Saales.
- Pharmacies à Ban-de-Laveline, Provenchères-sur-Fave, Saulcy-sur-Meurthe, Saales, Sainte-Marie-aux-Mines					.
- Hôpitaux à Fraize, Sainte-Marie-aux-Mines, Le Bonhomme.

### Cultes
- Culte catholique, Paroisse La-Sainte-Trinité[28], Diocèse de Saint-Dié.

## Économie

### Entreprises et commerces

#### Agriculture
- Élevage de vaches laitières.
- Élevage d'ovins et de caprins.

#### Tourisme
- Hébergements et restauration à Gemaingoutte, Ban-de-Laveline, Bertrimoutier.

#### Commerces
- Commerces et services de proximité à Saint-Dié-des-Vosges, Sainte-Marguerite.

## Culture locale et patrimoine

### Lieux et monuments
La commune est « réputée sans clochers ».
- Monuments commémoratifs : les victimes de Combrimont sont sur les monuments de Bertrimoutier[30],[31].

La commune a été décorée le 22 octobre 1921 de la croix de guerre 1914-1918.
- Patrimoine architectural rural recensé par le service régional de l'Inventaire général du patrimoine culturel :

Maisons et fermes,.

### Personnalités liées à la commune
- Jean-Baptiste Édouard Demangeon, chef d'escadron[35].
- Les médaillés de Sainte-Hélène[36] :

Barthélémy Deschamps,
Jean-Joseph Bonnabe.

## Pour approfondir